# Copa Cataratas de Futsal
A Copa Cataratas de Futsal é um torneio brasileiro de futsal realizado na cidade de Foz do Iguaçu, no Paraná. A competição recebe apoio da CBFS e da FPFS. A primeira edição contou com a presença de quatro equipes e as duas posteriores com oito, sempre incluindo o mandante, Foz Cataratas Futsal.
A edição inaugural em 2013 teve como vencedor do quadrangular o Joinville, que venceu todas as três partidas que disputou. Em 2014, o Clube Esportivo e Recreativo Atlântico de Erechim sagrou-se campeão após derrotar na final a equipe do Jaraguá, ano em que ocorreu uma polêmica relacionada à arbitragem, onde a equipe da Foz Cataratas conquistou o terceiro lugar por W.O. após os integrantes da ADC Intelli retirarem-se da cidade reclamando da péssima arbitragem. No ano de 2015, a ACBF derrotou a ADHering na final e foi campeã. Em 2016, não foi realizado o torneio.